# Marino Baldini
Marino Baldini (ur. 12 lipca 1963 w Poreču) – chorwacki historyk sztuki, samorządowiec i polityk, eurodeputowany.

## Życiorys
Ukończył studia z zakresu archeologii i historii sztuki (1989) oraz nauk społecznych (1995) na Uniwersytecie w Zagrzebiu. Od 1991 zatrudniony jako kustosz i dyrektor muzeum. Publikował artykuły naukowe z zakresu archeologii, muzealnictwa i ochrony zabytków. W latach 2005–2006 i 2009–2013 pełnił funkcję naczelnika Vižinady.
W pierwszych w historii Chorwacji wyborach do Parlamentu Europejskiego w 2013 z ramienia Socjaldemokratycznej Partii Chorwacji uzyskał mandat eurodeputowanego, który wykonywał do 2014.